# Oleria phemonoe
Oleria phemonoe är en fjärilsart som beskrevs av Doubleday 1847. Oleria phemonoe ingår i släktet Oleria och familjen praktfjärilar. Inga underarter finns listade i Catalogue of Life.